# Francesco Vigo
Francesco Vigo (Livorno, 1818 – Livorno, 1889) è stato un tipografo e editore italiano, padre dello storico Pietro Vigo.

## Biografia
Già in tenera età, Francesco Vigo fu avviato dal padre al mestiere di tipografo e in pochi anni, ormai padrone del mestiere, mise su un'azienda per conto proprio e divenne editore di chiara fama di uomini illustri quali Chiarini, Comparetti, Bonghi, D'Ancona e Carducci. Ristampò antichi autori e fu premiato in numerose mostre internazionali.
Lavorò nella sua città natia dal 1854. Pubblicò un Regesto Farfense di Gregorio da Catino (1879). Novanta edizioni provenienti dalla stamperia di Vigo furono esposte alla Mostra dell'editoria Livornese; nella sua tipografia si stampò anche il periodico mensile La Margherita e gli Statuti e Provvisioni del Castello di Livorno, raccolta curata dal figlio di Francesco, Pietro Vigo, insigne storico

## Archivio
Il fondo Francesco Vigo costituito da quattro scatole di corrispondenza è stato lasciato alla Biblioteca Labronica dal figlio di Francesco Vigo, Pietro.